# Asociación Atlética Quimsa
La Asociación Atlética Quimsa es una asociación deportiva de la ciudad de Santiago del Estero, capital de la provincia homónima, que se dedica a la práctica del básquet de manera profesional. Actualmente disputa la Liga Nacional de Básquet, máxima división argentina de dicho deporte.
Fundado en 1989 su nombre deriva de la palabra kimsa que significa tres en quichua, producto de la fusión de tres clubes, Estudiantes Unidos, Santiago Básquetbol Club e Inti Club, históricos clubes del basquetbol santiagueño.
Su máximo logró es la obtención de la Basketball Champions League en la temporada 2019-20 y a nivel nacional la Liga Nacional 2014-15, tras ser el mejor equipo en la fase regular, y vencer en la final a Gimnasia Indalo. También logró la Copa Argentina de Básquet de 2009 y el Torneo Súper 8 2014.
Protagoniza junto con Ciclista Olímpico de La Banda el clásico santiagueño.

## Historia
El club nace en 1989 tras la fusión de tres clubes locales: el Inti Club, Santiago Básquetbol Club y Estudiantes Unidos. La fusión fue impulsada por el hecho que las tres instituciones poseían problemas económicos.
Ni bien se completa la fusión, Quimsa comenzó a funcionar y Héctor Manuel Führ fue elegido primer presidente.

### Torneo Nacional de Ascenso
En la temporada 2002/03 logra el ascenso desde la Primera Nacional "B" o Liga B hacia el Torneo Nacional de Ascenso, en el cual finaliza octavo, en una temporada bastante aceptable para la institución. Al año siguiente finaliza sexta en el campeonato.
En la temporada 2004/05 llega a la final por el ascenso de la zona norte, instancia donde se enfrentó a Alianza La Unión de Formosa. En los primeros dos encuentros, jugados como visitantes, Quimsa logró ganar el primero, y perdió el segundo, con lo que necesitaba ganar los dos restantes de local para lograr el ascenso. Sin embargo, Alianza La Unión ganó el cuarto juego y forzó un desempate, jugado en Formosa, donde Quimsa perdió por diferencia de 6 puntos.
En la 2005/06 vuelve a jugar la final, repitiendo como la pasada temporada, pero esta vez logra el ascenso al vencer a Obras en cuatro juegos. Los primeros dos, jugados en Santiago del Estero fueron victoria para Quimsa, el tercero fue derrota y el cuarto victoria, con lo cual logró el ascenso jugando de visitante.
Tras lograr el ascenso solamente restaba jugar la final, frente al otro ascendido, Centro Juventud Sionista de Paraná, quienes tras tres juegos se consagraron campeones, sin embargo, esto no modificó el hecho de que la 05/06 fue una gran temporada para el cuadro santiagueño.

### Liga Nacional de Básquet
Ya en 2006, Quimsa se prepara para disputar su primera temporada en la máxima categoría. En esa temporada finaliza noveno, con 25 victorias y 23 derrotas, habiendo jugado la reclasificación para los cuartos de final.

### Primera final nacional y primer Súper 8
| Finales LNB 07/08 | Finales LNB 07/08 | Finales LNB 07/08 | Finales LNB 07/08 |
| ----------------- | ----------------- | ----------------- | ----------------- |
| Libertad          | 84                | 75                | Quimsa            |
| Libertad          | 77                | 65                | Quimsa            |
| Quimsa            | 77                | 84                | Libertad          |
| Quimsa            | 82                | 91                | Libertad          |

A la temporada siguiente, tan solo la segunda en la LNB, Quimsa llega a las finales del certamen, donde enfrenta a Libertad de Sunchales y con quien pierde la serie 4 a 0.
En 2008 participa por primera vez del Torneo Súper 8, donde cae en primera instancia frente a Atenas. En la liga finaliza décimo primero, con veintiún victorias y veintisiete derrotas. Finalizó en la reclasificación.

### Subcampeonato internacional
El 2009 fue uno de los mejores años de la institución hasta hoy. En el año que celebraba su 20° aniversario, gracias a haber finalizado segundo en la temporada pasada, Quimsa participó en la primera competencia internacional de su historia. Fue en la Liga Sudamericana de Clubes 2009, donde a fines de febrero disputa el Grupo "B" junto con Regatas de Corrientes, Meta La Salle de Bolivia y Minas Tênis Clube de Brasil.
Ese grupo se jugó en el Estadio Ciudad y el club santiagueño finalizó primero del grupo, tras ganar sus tres encuentros.
Este primer puesto le valió la clasificación al Final Four del certamen, y por sorteo, nuevamente fue el Estadio Ciudad la sede. Esta vez, Quimsa no logró su objetivo, finalizó segundo de grupo. Tras ganar el primer encuentro por 93-85 frente a Cúcuta-Norte de Colombia y el segundo frente a Regatas de Corrientes, Quimsa llegó al tercer encuentro con posibilidades de ganar el certamen.
Se enfrentaron el 12 de marzo Quimsa y Flamengo, donde por tan solo dos puntos, el cuadro brasilero se consagró campeón.

### Comienzan los triunfos
El año de triunfos comenzaría durante el segundo semestre, en Trelew, donde el equipo santiagueño se haría con la Copa Argentina de Básquet.
El camino al título comenzó a principios de septiembre, cuando disputó un cuadrangular del Grupo II por la zona norte frente a Asociación Italiana de Charata, 9 de Julio de Río Tercero, y frente a su clásico rival, Ciclista Olímpico de La Banda.
Tras las seis fechas, Quimsa gana ese grupo y con ello se clasifica a la siguiente ronda, al cuadrangular norte, donde la fusión se enfrenta a Unión de Sunchales, a La Unión de Formosa y a Sionista
En ese grupo, la fusión finalizó entre los dos primeros, esto le valió la clasificación al Final Four disputado en Trelew. En este mismo, también participaron Gimnasia de Comodoro, Peñarol y Sionista.
Tras el primer encuentro donde venció a Gimnasia 68 a 54 y el segundo donde superó a Sionista por 74-60 y llegó al tercer encuentro con posibilidades de campeonar, para ello, debería vencer a Peñarol, cuadro que llegaba a esta instancia con un partido ganado y uno perdido. Por el otro lado, Gimnasia de Comodoro venció a Sionista, y si la fusión perdía, habría un triple empate en la punta.
Quimsa perdió en tiempo extra. Tras haber igualado en 65, los marplatenses ganaron por 4 y el triple empate se dio, sin embargo, la fusión se consagró campeón por diferencia de gol. Con esto, los santiagueños lograron su primer título nacional.

### Liga Sudamericana
En noviembre y diciembre se produce su mayor logro a nivel internacional hasta esa fecha, gana la Liga Sudamericana de Clubes, al finalizar invicto en el cuadrangular final, disputado en el Estadio Ciudad, y celebra "en casa" el primer título internacional de su historia.
| Equipo            | PG | PP |
| ----------------- | -- | -- |
| Quimsa            | 3  | 0  |
| Libertad (S)      | 2  | 1  |
| Sionista          | 1  | 2  |
| Minas Tênis Clube | 0  | 3  |

| Equipo      | Resultado | Equipo       |
| ----------- | --------- | ------------ |
| Quimsa      | 88 - 71   | Minas Tênis  |
| Libertad    | 96 - 94   | Sionista     |
| Minas Tênis | 70 - 84   | Libertad     |
| Quimsa      | 86 - 82   | Sionista     |
| Sionista    | 72 - 70   | Minas Tênis  |
| Quimsa      | 87 - 77   | Libertad (S) |

El cuadrangular final comenzó bien, tras dar vuelta su enfrentamiento frente a Minas Tênis, Quimsa se enfrentaba a Sionista, en lo que sería un partido duro y el cual iría al alargue. Tras empatar en los 80' reglamentarios en 76, los locales lograrían ganar y con ello enfrentar en la tercera jornada a Libertad de Sunchales, quienes hacía un año les habían ganado en la final de la liga.
Esta vez, el elenco santiagueño se tomaría revancha, y vencería a los Tigres por 10 puntos de diferencia.
Además, esa misma temporada disputa su segundo Súper 8, y termina sexto en la liga, con veintiocho victorias y veinticuatro derrotas, finaliza en los cuartos de final.
Luego de un gran 2009, la fusión se mantiene en la máxima división, llegando siempre a disputar la reclasificación. También ha participado en tres Súper 8, 2011, 2012, y 2013, en este último, llegando a la final.

### Campeón nacional
Quimsa encaró la temporada 2014/15 con la contratación de Juan Fernández Chávez, Nicolás Aguirre, Diego García entre otros, y el entrenador Silvio Santander.

Voy a hacer lo mejor posible para ser campeón. Hicieron un gran trabajo al formar el plantel, pero ese es el primer paso. Ahora nosotros tenemos que agarrar química y cumplir con los conceptos. Tenemos un gran equipo en los papeles, pero en la cancha tenemos que demostrar la verdad.
Robert Battle, jugador del equipo.

Ojalá sea el gran año de Quimsa hace bastante vienen haciendo las cosas muy bien y creo que con un gran año de los jugadores, cuerpo técnico y los dirigentes podremos lograr la consagración para la Fusión y sobre todo para el presidente que da todo por mejorar día a día.
Nicolás Aguirre, jugador del equipo.

En el debut, cayó en el clásico, como visitante. Luego de ese partido, cayó en Corrientes, ante Regatas, y tras esas dos primeras derrotas, el elenco ganó los restantes dieciséis partidos para, así, convertirse en el mejor de la conferencia norte y además, clasificar al Súper 8.
En el 2014, la fusión logra organizar su primer Súper 8, algo que venía hablándose desde antes del comienzo de la temporada. Al vencer a Obras Sanitarias en la final disputada en su propio estadio, el equipo logra su primer título en la competencia.
Ya nuevamente en la liga, el equipo continuó su racha victoriosa hasta llegar a la marca de 17 victorias consecutivas en la temporada regular, máxima de la Liga en todas sus ediciones. El equipo terminó con tan solo nueve derrotas en 52 partidos, siendo el mejor equipo a nivel nacional.
En cuartos de final de conferencia venció a Sionista en tres juegos. Luego, en semifinales, a Atenas en cuatro juegos y en la final de conferencia a San Martín de Corrientes en cinco juegos. Así logró una nueva clasificación internacional, y llegó a su segunda final en la historia. Ante Gimnasia Indalo disputó la serie a siete partidos para definir al campeón nacional. La fusión demostró superioridad, y suerte, tal es el caso que, en el tercer partido, Gustavo "el penka" Aguirre clavó un tiro desde la mitad de la cancha sobre la chicharra para llevar el encuentro a tiempo suplementario. A pesar de ello, perdieron el partido. Al empatar en dos los partidos, Quimsa ganó el quinto juego como local, y, con suspenso, el sexto juego en Comodoro Rivadavia para así lograr su primer título.

### Liga de las Américas 2016
Tras seis meses de 2015 donde el equipo transitó de manera irregular la Liga Nacional, ganando diez partidos de dieciocho en primera fase y sin clasificar a la competencia de mitad de temporada. El bajón se debió, en parte, a la salida de jugadores claves como Gustavo Nicolás Aguirre, Juan Fernández Chávez y Leo Mainoldi. Para contrarrestar ello, se contrató a Nicolás Romano, Rodrigo Haag y los juveniles de selección Agustín Caffaro y Lautaro Riego, más la renovación de Robert Battle. El equipo, al ser el campeón vigente, inauguró la temporada en un marco atípico, siendo visitante del reciente incorporado a la liga San Lorenzo de Buenos Aires en el estadio de Obras Sanitarias en un partido correspondiente a la segunda fase del torneo, donde la fusión resultó vencida.
En enero de 2016 se presentó la Liga de las Américas 2016, y además, que Santiago del Estero era sede de uno de los cuadrangulares principales. Para este certamen internacional se contrató a Cristian Cortés. Otra novedad fue que el elenco homenajeó a los integrantes de la fusión en los partidos de grupo usando las camisetas de los mismos, el Inti Club, el Club Estudiantes Unidos y Santiago BBC.
En la primera fase, el equipo fue anfitrión de uno de los cuatro grupos, el grupo B, junto con Bauru de Brasil, Marinos de Anzoategui, Venezuela y Toros del Norte de Nicaragua. El primer encuentro fue ante el elenco centroamericano, el cual resultó en una abultada victoria con más de 50 puntos de diferencia. En el segundo partido derrotó al equipo venezolano por 10 puntos de diferencia y en el tercero perdió por cinco puntos, pero aun así logró superar la fase.
Tras superada la primera instancia, el equipo fue nuevamente emparejado con Bauru, esta vez, equipo local del cuadrangular semifinal E. Además se enfrentó con Malvín de Uruguay y con Mogi das Cruzes de Brasil. La instancia comenzó con Quimsa enfrentando a Mogi, siendo victoria para la fusión con una gran actuación de Gabriel "tortuga" Deck, que encestó un doble a falta de 25 segundos y definió el encuentro. El segundo encuentro fue ante el equipo uruguayo, al cual derrotó con 19 puntos de diferencia, mientras que el tercer encuentro fue ante el local, que venía de perder ante Mogi das Cruzes y estaba fuera de la zona de clasificación, y, de ganar, se produciría un triple empate entre los conjuntos brasileros y la fusión. El elenco santiagueño perdió el partido por 10 puntos, se produjo el triple empate, y quedó eliminado de la competencia.

### Vuelta a Liga Sudamericana
Tras la Liga de las Américas, el equipo terminó tercero de conferencia y accedió a la reclasificación con ventaja de localía. Fue emparejado con Regatas Corrientes, sexto de la conferencia, que ganó la serie superando a la fusión 3 a 0. 
Pasada esa temporada, con Silvio Santander todavía en el banco, el equipo Luciano González, Philip Hopson, Fabián Sahdi, Tayavek Gallizi, Alexis Elsener, Tristan Spurlock y Jeremy Ingram. Se fueron Damián Tintorelli, Gabriel Deck y Sebastián Vega. Tras cerrar la primera fase tercero, con 11 victorias en 18 partidos, Santander dejó de ser entrenador y fue reemplazado por Néstor "che" García. Quimsa, bajo el mando del "che", sufrió a mitad del torneo la lesión de Robert Battle y posteriormente no logró acceder a los play-offs.
Para la temporada 2017-18 se confirmó a Fabio Demti como su nuevo entrenador. El equipo estuvo conformado por Nicolás De Los Santos, José Montero, Sebastián Lugo, Nicolás Kalalo, Juan Brussino, Sebastián Vega, Leonel Schattmann, Novar Gadson, Torin Francis y Roberto Acuña. La temporada arrancó con el Torneo Súper 20 2017 donde integró el grupo B junto con Atenas, Instituto, Salta Basket y Ciclista Olímpico, y tras ganar tres de ocho partidos quedó último y disputó una reclasificación ante Atenas. En dicha serie perdió los dos partidos y quedó eliminado del torneo. Tras ese torneo Fabio Demti fue despedido y lo reemplazó Silvio Santander. Luego vino la Liga Nacional, donde el equipo logró 24 victorias en 38 partidos y terminó quinto. En play-offs eliminó a Estudiantes Concordia al ganar 3-1 la serie (80-74, 101-66, 75-81 y 79-73) y en cuartos de final cayó ante Instituto 78-86, 93-97, 95-80 y 84-90 y quedó eliminado. Por el récord que alcanzó en la fase regular clasificó a la LSB 2018.

### BCLA 2019-20 y clásificación a la Copa Intercontinental
El 30 de octubre de 2020, Quimsa se alzó como campeón de la primera temporada de la Basketball Champions League Americas al vencer este a Flamengo por 92–86 en Montevideo, Uruguay, obteniendo el primer título en ese certamen y la clasificación de la Copa Intercontinental FIBA 2021.
El 6 de febrero de 2021, en la final de Copa Intercontinental FIBA no pudo alcanzar el objetivo y perdió ante San Pablo Burgos de España, por 82-73 en el partido que se llevó a cabo en Buenos Aires, en el estadio de Obras Basket.

### BCLA 2023-24
El 14 de abril de 2024, Quimsa venció 92-80 al Flamengo de Brasil en el estadio Ciudad de Santiago del Estero y se consagró por segunda vez en su historia campeón de la Basketball Champions League América 2024, convirtiéndose en el equipo más ganador de la competencia más importante del continente organizada por la FIBA.
El estadounidense Brandon Robinson, con 23 puntos, 9 rebotes y 5 asistencias, fue el máximo anotador del juego y además se quedó con el premio MVP (Jugador Más Valioso) de la final por segunda vez.

### Copa Intercontinental 2024
La Fusión integrará el Grupo B junto a NBA G League United, una selección de la liga de desarrollo, y Tasmania JackJumpers, campeones de la Liga de Australia. En tanto que el Grupo A estará compuesto por Unicaja, campeón de la Liga de Campeones (BCL); Petro de Luanda de Angola, ganador de la Liga Africana y el Al Riyadi de Líbano, campeón de la Liga de Campeones de Asia.
El certamen comenzará el próximo miércoles 12 de septiembre, cuando el equipo de Leandro Ramella enfrente a NBA G League United, por la primera ronda del torneo. Al día siguiente chocará ante Tasmania JackJumpers. En tanto, el sábado tendrá jornada libre y el domingo 15 de septiembre jugará su último partido con rival a definir.

## Uniforme
La camiseta de Quimsa es de color azul con vivos rojos, pero a lo largo de la historia ha usado otros colores o distribuciones.

#### Uniforme tradicional
| Local | Visitante |

#### Uniformes especiales
Quimsa ha usado uniformes que homenajean a los distintos clubes que conforman la fusión. En la Liga de las Américas de 2016 usó una camiseta que conmemoró al Inti Club, mientras que en la Liga Nacional 2016-17 usa uno para conmemorar al Santiago BBC, campeón dos veces del Campeonato Argentino de Clubes.
| Uniforme en LdA 2016 | Titular LNB 2016-17 |

## Instalaciones

### Estadio
Su estadio es conocido como Estadio Ciudad, antigua casa del Estudiantes Unidos, y fue remodelado y modificado con el dinero obtenido por la venta de los predios del Inti Club en calle Mitre y Buenos Aires, y Santiago Básquetbol Club, en calle Urquiza.
En 2013 el estadio es remodelado, colocándole un sistema de refrigeración, agrandando las tribunas y mejorando los sistemas electrónicos. También fue reacondicionado el suelo. En el 2014 fue sede del Súper 8 de ese año.
En 2021 el estadio tuvo otra modificación, se construyó un edificio de 3 pisos, en el que funcionan los vestuarios, prensa, áreas administrativas y demás. A su vez se construyó un Salón vip con salida a una platea en el aire sobre calle Alsina.

## Plantel profesional y cuerpo técnico

### Mercado de Invierno 2025
| Siguen de la temporada 2024-25 | Siguen de la temporada 2024-25 |
| Jugador                        | Posición                       |
| ------------------------------ | ------------------------------ |
| Leandro Ramella                | Entrenador                     |
| Brandon Robinson               | Alero                          |
| Nicolás Romano                 | Ala-pívot                      |

| Altas             | Altas    | Altas       |
| Jugador           | Posición | Procedencia |
| ----------------- | -------- | ----------- |
| Sebastián Orresta | Base     | Cearense    |
| Diego Collomb     | Base     | San Lorenzo |
| Diego Figueredo   | Base     | Riachuelo   |
| Matías Solanas    | Escolta  | Unifacisa   |
| Leonardo Lema     | Alero    | Atenas      |

| Bajas               | Bajas     | Bajas                  |
| Jugador             | Posición  | Destino                |
| ------------------- | --------- | ---------------------- |
| Agustín Pérez Tapia | Base      | Peñarol                |
| Bruno Sansimoni     | Base      | Oberá TC               |
| Emiliano Basabe     | Alero     | Unión                  |
| Patricio Tabarez    | Alero     | Independiente de Oliva |
| Tavario Miller      | Ala-pívot | Mineros de Zacatecas   |

## Jugadores destacados

### Dorsales retirados
#11: retirado por Miguel Cortijo.
Si bien Miguel Cortijo nunca jugó en la institución, el jugador salió de las inferiores del Inti Club, una de las tres partes que hoy día conforman la fusión.
#7: retirado por Nicolás Aguirre.
#8: retirado por Fernando Small.
#14: retirado por Gabriel Deck.

## Estadísticas
- Temporadas en primera división: 18 (desde la 2006-07)
  - Mejor puesto en la liga: 1.º, campeón (2014-15 y 2022-23)
  - Peor puesto en la liga: 11.º (2008-09)
- Temporadas en segunda división: 4 (2002-03 hasta 2005-06)
- Participaciones en copas nacionales
  - En Torneo Súper 20: 1
    - Mejor puesto: 3.º del grupo, eliminado en cuartos de final.

## Palmarés

### Básquet masculino
| Torneos internacionales (3)             | Torneos internacionales (3) | Torneos internacionales (3) |
| Competición                             | Títulos                     | Subcampeonatos              |
| --------------------------------------- | --------------------------- | --------------------------- |
| Liga de Campeones de las Américas (2/0) | 2020, 2024.                 | -                           |
| Liga Sudamericana de Clubes (1/1)       | 2009 II.                    | 2009 I.                     |
| Torneos Nacionales (9)                  |                             |                             |
| Competición                             | Títulos                     | Subcampeonatos              |
| Liga Nacional de Básquet (2/3)          | 2014-15, 2022-23.           | 2007-08, 2020-21, 2021-22.  |
| Supercopa de La Liga (2/2)              | 2021, 2023.                 | 2022, 2024.                 |
| Copa Argentina (1/0)                    | 2009.                       | -                           |
| Copa Súper 20 (1/0)                     | 2024.                       | -                           |
| Torneo Súper 20 (2/1)                   | 2018, 2020.                 | 2019.                       |
| Torneo Súper 8 (1/2)                    | 2014.                       | 2012, 2013.                 |

### Básquet femenino
| Torneos Nacionales (3)              | Torneos Nacionales (3) | Torneos Nacionales (3)    |
| Competición                         | Títulos                | Subcampeonatos            |
| ----------------------------------- | ---------------------- | ------------------------- |
| Liga Femenina de Básquetbol (2/3)   | 2018 I, 2019 II.       | 2018 II, 2019 I, 2022-23. |
| Supercopa de la Liga Femenina (1/0) | 2019.                  | -                         |

## Clásico rival
Quimsa mantiene una rivalidad con el Club Ciclista Olímpico, que con el paso del tiempo se transformó en su eterno rival por ser de la vecina ciudad de La Banda. Desde el ascenso del "Negro" en la temporada 2008/09, se convirtió en uno de los partidos más apasionantes de la Liga Nacional, incluso llegó a jugarse durante unos años sin público visitante por cuestiones de seguridad. El historial favorece al equipo capitalino con 42 victorias, contra 22 de los bandeños.

## Otros deportes

### Básquet femenino
Quimsa incursionó en el básquet femenino a nivel nacional en el 2017, con la participación en la Liga Femenina. Bajo la presidencia de Gerardo Montenegro se delineó el primer cuerpo técnico, con Mauricio Pedemonte como entrenador principal.

Nos asumamos a esta iniciativa de la AdC conjuntamente con la CABB porque la consideramos positiva por todo lo que venimos haciendo en el básquet profesional y por el rol participativo que viene teniendo la mujer en este deporte. Queremos reflotar el básquet femenino en nuestro club. Queremos ser competitivos también en el básquet femenino.
Gerardo Montenegro, presidente del club en 2017.

En ese primer equipo participaron Elsa Battán y Patricia Galván, jugadoras locales, más Natalia Ríos, Agostina Ledesma y Gisela Vega. Además se sumaron las extranjeras elegidas mediante el draft Estela Royo (española) y Bineta Ndoye (senegalesa). La fusión integró la conferencia norte junto con Hindú de Resistencia, Deportivo Berazategui, Obras Basket y Ciclista Olímpico, y tras jugar contra los rivales de local y visitante, logró 5 victorias en 10 partidos y terminó tercera, avanzando de fase. Además, ganó dos de los tres clásicos, como visitante superó 74 a 61 a Olímpico, mientras que como local perdió 70 a 80, y el tercer juego, como local ganó 54 a 42. Al terminar en posición de play-offs el equipo se emparejó con Atlético Lanús, que tuvo ventaja de localía. El primer partido fue en Santiago del Estero y allí ganó el visitante 59 a 71, y en el conurbano bonaerense ganó el local 62 a 61 y así quedó eliminado el equipo santiagueño.
En 2018 participó por segunda vez en el torneo nacional que contó con 8 equipos y se jugó todos contra todos. El equipo estuvo conformado por Agostina Ledesma, Lucía Boguetti, Emilia Rojas, Ornella Tarchini, Patricia Galván, Verónica Ibarra, Rosario Ligios, Victoria Lara, Agostina Leguizamón, Doris Lasso (ecuatoriana), Magalí Armesto, Natalia Ríos, Ivaney Márquez (venezolana), Andrea Alfaro, Adijat Adams (estadounidense) y Gisela Vega, y contó con Mauricio Pedemonte como entrenador nuevamente. En esa temporada, dividida en dos torneos, el equipo terminó primero en la fase regular producto de 11 victorias en 14 partidos y se emparejó con Vélez Sarsfield en play-offs. Ante el equipo bonaerense ganó dos partidos de los tres que se podían disputar, 72 a 65 en Liniers y 56 a 53 en Santiago del Estero y así avanzó al Final Four. En la instancia final, disputada en el estadio de Obras Sanitarias, Quimsa primero se enfrentó a Las Heras de Mendoza, al cual derrotó por apenas dos puntos 67 a 65 y en la final enfrentó a Obras Basket, el local, y el partido arrancó en favor de la fusión pero el elenco local revirtió la situación y supo empatar el encuentro, llevándolo al tiempo extra, en donde a falta de 12 segundos Ivaney Márquez marcó un doble y le dio el título al equipo de Pedemonte. Natalia Ríos, jugadora de Quimsa, fue elegida la más valiosa de la final.

Es un momento soñado. A pesar de que llevamos poco tiempo de trabajo creo que se hizo justicia. Además de salir primeros en la clasificación, no haber tenido la localía, vinimos acá, sabíamos que iba a ser duro, que había muchos factores que nos iban a ir en contra, pero afortunadamente el trabajo, el equipo, la unión, quedó demostrado que somos un equipo desde el minuto cero al último.
Gisela Vega, jugadora del equipo.